# Shermuxammad Sharibjanov
Shermuxammad Voxidjon oʻgʻli Sharibjanov (ur. 12 kwietnia 2001) – uzbecki zapaśnik walczący w stylu klasycznym. Zajął dziewiętnaste miejsce na mistrzostwach świata w 2023 roku. 
Wicemistrz Azji w 2023. Mistrz Azji U-23 w 2022 roku.